# امویان

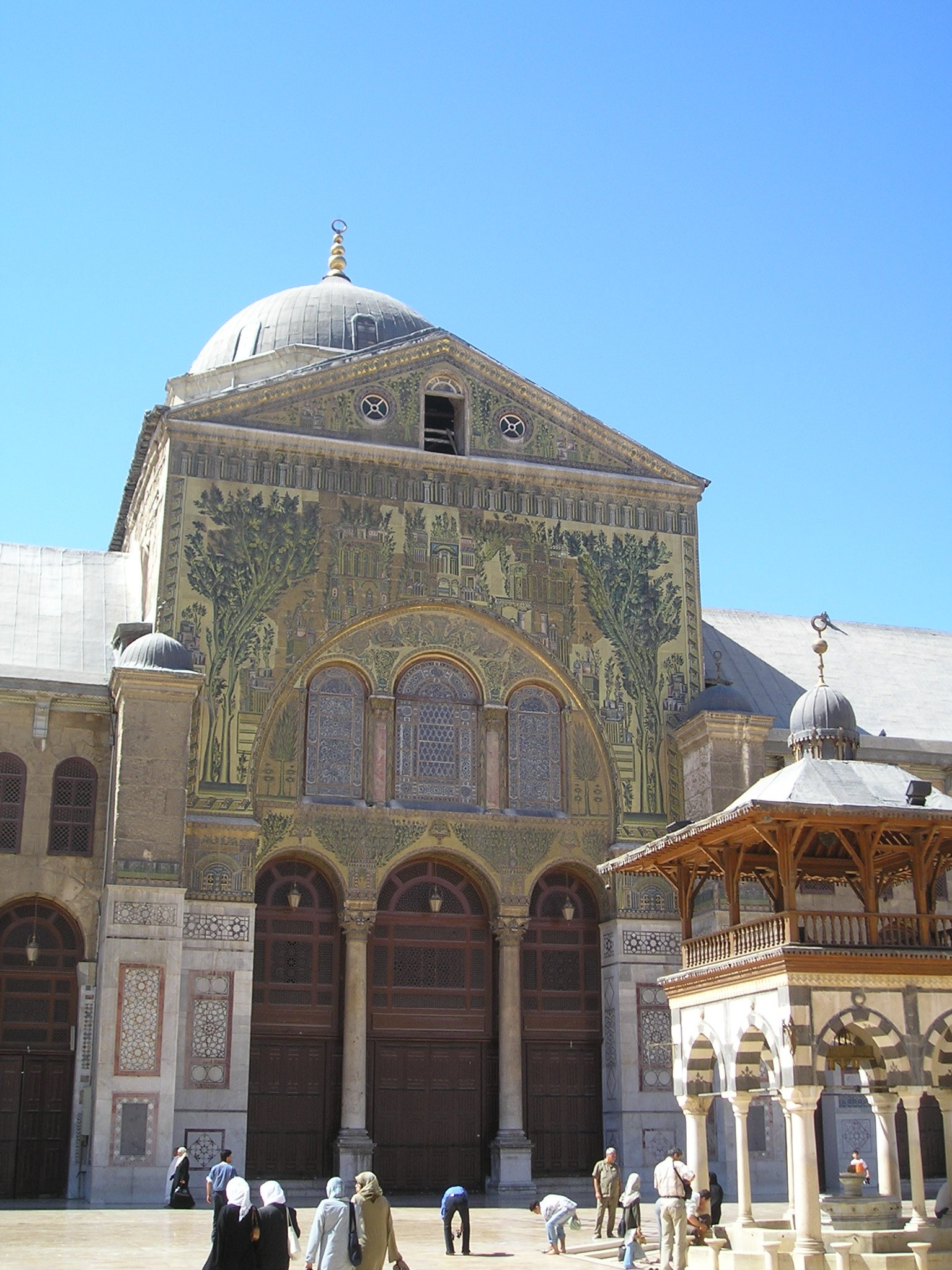
دمشق، سوریه مسجد اموی موزاییک های طلایی در قسمت مرکزی ضلع جنوبی حیاط

اُمَویان یا بنی اُمَیّه از دودمان‌های تاریخی عربی و اسلامی بودند. این دودمان از قبیلهٔ قریش و از طایفهٔ بنی‌امیه بودند. جد آنان امیه بن عبدشمس برادرزادهٔ هاشم، نیای پیامبر اسلام، است. این دودمان خلافت امویان (۴۱–۱۳۲ ه‍.ق / ۶۶۲–۷۵۰ میلادی) را تشکیل دادند.
عثمان بن عفان سومین خلیفه از خلفای راشدین نیز از بنی امیه بود.
در دوران پیش از اسلام، امویان طایفه‌ای برجسته از قبیله قریش مکه بودند که از نسل امیه بن عبد شمس به شمار می‌رفتند. با وجود مخالفت سرسختانه با محمد، پیامبر اسلام، امویان پیش از وفات ایشان در سال ۶۳۲ میلادی اسلام آوردند. عثمان، از یاران اولیه پیامبر و از قبیله اموی، سومین خلیفه راشدین بود که در سال‌های ۶۴۴ تا ۶۵۶ میلادی حکومت کرد، در حالی که دیگر اعضای این طایفه فرمانداری‌های مختلفی را بر عهده داشتند. یکی از این فرمانداران، معاویه اول در شام، در اولین جنگ داخلی مسلمانان (۶۵۶-۶۶۱) با خلافت علی بن ابی طالب مخالفت کرد و پس از آن خلافت اموی را با پایتختی دمشق تأسیس کرد. این رویداد، آغاز سلسله اموی را رقم زد که اولین سلسله موروثی در تاریخ اسلام و تنها سلسله‌ای بود که در آن زمان بر تمام جهان اسلام حکومت کرد. اقتدار امویان در دومین جنگ داخلی مسلمانان به چالش کشیده شد، که طی آن، شاخه سفیانی معاویه در سال ۶۸۴ توسط مروان اول جایگزین شد. مروان اول(مروان بن حکم) شاخه مروانی خلفای اموی را تأسیس کرد که حاکمیت این سلسله را بر خلافت احیا کرد.
امپراتوری اسلامی در دوران امویان به بزرگترین گستره جغرافیایی خود رسید. امویان به فتوحات اولیه مسلمانان ادامه دادند و مغرب، هیسپانیا (اندلس)، آسیای مرکزی، سند و بخش‌هایی از ترکستان چین را فتح کردند. اما جنگ‌های مداوم، منابع نظامی دولت را تحلیل برد، در حالی که شورش‌های علویان و خوارج و رقابت‌های قبیله‌ای، دولت را از درون تضعیف کرد. سرانجام، در سال ۷۵۰، عباسیان، خلیفه مروان دوم را سرنگون کردند و بیشتر اعضای خانواده اموی را قتل عام کردند.
یکی از بازماندگان، عبدالرحمن اول، نوه خلیفه هشام بن عبدالملک، به اسپانیای مسلمان فرار کرد و در آنجا امارت قرطبه را تأسیس کرد. بعدها، نواده او، عبدالرحمن سوم، در سال ۹۲۹ آن را به یک خلافت تبدیل کرد. در دوران امویان، الاندلس در طول عصر طلایی اسلام به مرکزی برای علم، پزشکی، فلسفه و اختراع تبدیل شد.
خلافت قرطبه در سال ۱۰۳۱ به چندین پادشاهی مستقل به نام طوایف تجزیه شد و بدین ترتیب پایان سیاسی سلسله امویان را رقم زد.

## تاریخچهٔ امویان
در باب ریشهٔ این قوم، باید گفت که آن‌ها همچون پیامبر اسلام از مردی به نام عبدالمناف از طایفه قریش نشأت می‌گیرند. از دو پسر این شخص یکی به نام هاشم جد خاندان هاشمی و پیامبر اسلام بود و دیگر عبدالشمس مالک امیه که جد خاندان بنی امیه بود.
معاویة بن ابی‌سفیان و جانشیان او را (به مناسبت نام جدشان امیه) خلفای اموی یا بنی امیه می‌نامند. ایشان چهارده تن بوده و ۹۱ سال (ازسال ۴۱ تا ۱۳۲ ه‍.ق) حکومت کرده‌اند. بنی امیه به دو شعبه تقسیم می‌شوند:
1. آل سفیان: یعنی معاویه بن ابوسفیان و پسرش یزید و نواده‌اش معاویه دوم (از سال ۴۱ تا ۶۴ ه‍.ق)
2. آل مروان: یعنی مروان بن الحکم و فرزندان او (از سال ۶۴ تا ۱۳۲ ه‍.ق)

در ابتدای قرن هفتم میلادی اعقاب امیه یکی از خانواده‌های پرنفوذ اعراب مکه بودند. در این زمان بود که محمد بن عبدالله از خاندان هاشم اعلام پیامبری کرد. هنگامی که محمد در سال۶۲۲ میلادی به مدینه مهاجرت کرد و در پی آن نبردهایی با مکیان داشت با اعضای خانواده امویان که در سمت سپاه مکه بودند جنگید. از این میان ابوسفیان بن حرب پدر معاویه اولین حاکم امویان رهبری سپاه مکه را بر عهده داشت. مدینه بر سر راه شام قرار داشت و تجارت با شام مهم‌ترین منبع درآمد خانواده بنی امیه بود. محمد با بستن این مسیر توانست سرانجام ابوسفیان را ناتوان کرده و منجر به سقوط مکه شد. ابوسفیان کمی بعد از فتح مکه توسط مسلمانان ناگزیر به دین اسلام درآمد. در نهایت با این تغییر جهت، ضمن بازگشت صلح به دو خانواده رقیب اموی و هاشمی در قریش، باعث شد که امویان بتوانند در سیاست آینده حکومت اسلامی- عربی نوپا نقش مهمی بازی کنند. معاویه پسر ابوسفیان کمی بعد به عنوان کاتب وحی درآمد. بعد از در گذشت محمد، معاویه به همراه برادرش یزید بن ابوسفیان در نبردهای سپاه اسلام علیه امپراتوری روم شرقی در آسیای صغیر (سوریه یا شام) شرکت کرد و موفق به فتح دمشق شدند.
در زمان خلفای راشدین، خلافت ارثی نبود. مردم هرکس را که صلاح می‌دیدند به خلافت اختیار می‌کردند. کناره‌گیری حسن بن علی از خلافت برای معاویه بن ابی سفیان از آغاز مرحله جدیدی درتاریخ اسلام خبر می‌دهد. نظام حکومتی به نوعی نظام پادشاهی موروثی تبدیل شد که درنتیجه این دگرگونی (در ساختار حکومتی) مسلمانان در مقابل اوضاع سیاسی جدید، دچار دو دستگی شدند. حکومت بنی امیه (از آغاز پیدایش) به برتری عرب نسبت به دیگران تأکید داشت و عرب‌گرایی به شکل آشکار در حکومت امویان حاکم بود. اختلافات عقیدتی با علویان امتیاز عرب مسلمان بر موالی و ایرانیان، ماجرای کربلا، محاصره مکه و بی داد گسترده حکومت بنی امیه و… به پیدایی اختلاف‌ها و درگیری‌های خونینی منجر گردید و زمینه را برای فروپاشی و انقراض دولت بنی امیه وروی کارآمدن بنی عباس تدارک دید.

### ریشه‌های پیش از اسلام امویان
امویان، یا بنی‌امیه، طایفه‌ای برجسته از قبیله بزرگ قریش بودند که در دوران پیش از اسلام بر مکه تسلط داشتند. قریش از طریق حفاظت و نگهداری کعبه، که در آن زمان توسط اعراب غالباً چندخدایی در سراسر شبه‌جزیره عربستان مقدس‌ترین مکان محسوب می‌شد، پرستیژ و اعتبار کسب کرده بودند. عبد مناف بن قصی، یکی از رهبران قریش که بر اساس جایگاهش در تبارشناسی، در اواخر قرن پنجم زندگی می‌کرده است، مسئول نگهداری و حفاظت از کعبه و زائران آن بود. این نقش‌ها به پسران او، عبد شمس، هاشم و دیگران منتقل شد. عبد شمس پدر امیه بود، که نام خود را به امویان بخشید.
امیه پس از عبد شمس، به عنوان قائد (فرمانده زمان جنگ) مکیان به قدرت رسید. این موقعیت احتمالاً یک پست سیاسی موقت بود که صاحب آن در زمان جنگ بر امور نظامی مکه نظارت داشت، نه یک فرماندهی میدانی واقعی. این تجربه اولیه در رهبری نظامی بسیار آموزنده بود، زیرا امویان بعدی به دلیل مهارت‌های قابل توجه سیاسی و نظامی خود شناخته می‌شدند. مورخ جورجیو لوی دللا ویدا پیشنهاد می‌کند که اطلاعات موجود در منابع اولیه عربی دربارهٔ امیه، همانند تمام اجداد باستانی قبایل عرب، «باید با احتیاط پذیرفته شود»، اما «شک و تردید بیش از حد در مورد سنت به همان اندازه که ایمان مطلق به اظهارات آن نابخردانه است، نابخردانه خواهد بود.» دللا ویدا تأکید می‌کند که از آنجایی که امویانی که در اوایل قرن هفتم در آغاز تاریخ اسلام ظاهر می‌شوند، حداکثر نسل سوم نوادگان امیه بودند، وجود دومی بسیار محتمل است.
در حدود سال ۶۰۰ میلادی، قریش شبکه‌های تجاری فراعربی را توسعه داده بود و کاروان‌هایی را به سوریه در شمال و یمن در جنوب سازماندهی می‌کرد. بنی‌امیه و بنی‌مخزوم، طایفه‌ای برجسته دیگر از قریش، بر این شبکه‌های تجاری تسلط داشتند. برای تأمین امنیت این مسیرها، آنها اتحادهای اقتصادی و نظامی با قبایل کوچ‌نشین عرب که بر گستره‌های صحرای شمالی و مرکزی عربستان کنترل داشتند، برقرار کردند که این امر به آنها درجه‌ای از قدرت سیاسی در عربستان بخشید.

### تقابل قریش و بنی‌هاشم با محمد
محمد، پیامبر اسلام، از قبیله بنی‌هاشم بود که از طریق جد مشترکشان، عبد مناف، با طایفه بنی‌امیه قریش خویشاوندی داشتند. هنگامی که ایشان تعلیمات دینی خود را در مکه آغاز کردند، با مخالفت اکثر قریش مواجه شدند. ایشان از حمایت ساکنان مدینه برخوردار شدند و در سال ۶۲۲ به همراه پیروانشان به آنجا مهاجرت کردند. فرزندان عبد شمس، از جمله امویان، از رهبران اصلی مخالفان قریشی محمد بودند. آنها پس از تلفات سنگین رهبری بنی‌مخزوم در نبرد با مسلمانان در جنگ بدر در سال ۶۲۴، جایگزین بنی‌مخزوم، که رهبری آن بر عهده ابو جهل بود، شدند. پس از آن، ابوسفیان، رئیس اموی، رهبر ارتش مکه شد که در جنگ‌های اُحد و خندق با مسلمانان به رهبری محمد جنگید.

#### پذیرش اسلام توسط امویان و نقش ابوبکر
ابوسفیان و پسرانش، به همراه بیشتر امویان، در اواخر زندگی محمد، پس از فتح مکه توسط مسلمانان، اسلام آوردند. برای تضمین وفاداری رهبران برجسته اموی، از جمله ابوسفیان، محمد به آنها هدایا و مناصب مهمی در دولت نوپای اسلامی پیشنهاد داد. ایشان یک اموی دیگر به نام عتاب بن اسید بن ابی‌العیس را به عنوان اولین فرماندار مکه منصوب کردند. اگرچه مکه موقعیت برتر خود را به عنوان مرکز دینی حفظ کرد، مدینه همچنان به عنوان مرکز سیاسی مسلمانان خدمت می‌کرد. ابوسفیان و بنی‌امیه برای حفظ نفوذ سیاسی رو به رشد خود به این شهر نقل مکان کردند. وفات محمد در سال ۶۳۲ بحران جانشینی را ایجاد کرد، در حالی که قبایل کوچ‌نشین در سراسر عربستان که اسلام را پذیرفته بودند، از اقتدار مدینه سرپیچی کردند. ابوبکر، یکی از قدیمی‌ترین دوستان محمد و اولین مسلمانان، به عنوان خلیفه (رهبر عالی سیاسی و مذهبی جامعه مسلمانان) انتخاب شد. ابوبکر با اعطای نقشی برجسته به امویان در فتوحات اسلامی شام، به آنها لطف نشان داد. او یک اموی به نام خالد بن سعید بن العاص را به عنوان فرمانده سپاه منصوب کرد، اما سپس او را با فرماندهان دیگری، از جمله یزید، پسر ابوسفیان، جایگزین کرد. ابوسفیان پیش از این در شام املاکی داشت و شبکه‌های تجاری خود را حفظ کرده بود.

#### نقش عمر در تثبیت موقعیت امویان در شام
جانشین ابوبکر، خلیفه عمر (حکومت ۶۳۴–۶۴۴)، در حالی که فعالانه نفوذ نخبگان قریش را به نفع حامیان اولیه محمد در اداره و ارتش کاهش می‌داد، اما نفوذ رو به رشد پسران ابوسفیان در شام را که تا سال ۶۳۸ تقریباً به‌طور کامل فتح شده بود، مختل نکرد. هنگامی که فرمانده کل عمر بر این استان، ابوعبیده بن جراح، در سال ۶۳۹ درگذشت، او یزید را به عنوان فرماندار مناطق دمشق، فلسطین و اردن در شام منصوب کرد.
یزید اندکی پس از آن درگذشت و عمر برادرش معاویه را به جای او منصوب کرد. رفتار استثنایی عمر با پسران ابوسفیان ممکن است ناشی از احترام او به این خانواده، اتحاد نوظهور آنها با قبیله قدرتمند بنی‌کلب به عنوان وزنه تعادلی در برابر قبایل اشرافی حمیری که بر منطقه حمص تسلط داشتند، یا فقدان نامزدی مناسب در میان طاعون عمواس باشد که پیش از این ابوعبیده و یزید را از پای درآورده بود.

### عثمان: خلافت و بازگشت نفوذ امویان
عمر در سال ۶۴۴ درگذشت و عثمان بن عفان، بازرگانی ثروتمند از بنی‌امیه، مسلمان اولیه و داماد و یار نزدیک محمد، جانشین او شد. عثمان در ابتدا منصوب‌شدگان خلفای پیشین را در سمت‌های استانی خود نگه داشت، اما به تدریج بسیاری از آنها را با امویان یا خویشاوندان مادری خود از طایفه مادر بنی‌امیه، یعنی بنی‌عبد شمس، جایگزین کرد. معاویه، که توسط عمر به فرمانداری شام منصوب شده بود، پست خود را حفظ کرد. دو اموی دیگر، ولید بن عقبه و سعید بن عاص، به ترتیب به کوفه منصوب شدند که یکی از دو پادگان و مرکز اداری اصلی اعراب در عراق بود. مروان بن حکم، پسرعموی عثمان، مشاور ارشد او شد. با اینکه عثمان عضو برجسته‌ای از طایفه اموی بود، اما بخشی از سلسله اموی محسوب نمی‌شود، زیرا او با اجماع (شورا) در میان حلقه داخلی رهبری مسلمانان انتخاب شد و هرگز تلاشی برای معرفی یک اموی به عنوان جانشین خود نکرد. با این حال، در نتیجه سیاست‌های عثمان، امویان تا حدی از قدرتی را که پس از فتح مکه از دست داده بودند، بازیافتند.

#### قتل عثمان و خیزش معاویه
ترور عثمان در سال ۶۵۶ به یک شعار برای مخالفت قریش با جانشین او، علی بن ابی‌طالب، پسرعمو و داماد محمد ازبنی‌هاشم، تبدیل شد. نخبگان قریش، علی را مسئول این قتل نمی‌دانستند، اما با به قدرت رسیدن او در شرایط فوت عثمان مخالفت کردند. پس از شکست آنها در جنگ جمل در نزدیکی بصره، که در آن رهبرانشان طلحه بن عبیدالله و زبیر بن عوام (هر دو از مدعیان احتمالی خلافت) کشته شدند، پرچم مخالفت با علی عمدتاً توسط معاویه برافراشته شد. در ابتدا، او از ادعای آشکار خلافت خودداری کرد و به جای آن بر تضعیف اقتدار علی و تحکیم موقعیت خود در شام تمرکز کرد، همه اینها به نام انتقام خون عثمان.

#### نبرد صفین
معاویه و علی، که به ترتیب از حامیان شامی و عراقی خود رهبری می‌کردند، در نبرد صفین در سال ۶۵۷ به بن‌بست رسیدند. این نبرد به یک داوری بی‌نتیجه منجر شد که فرماندهی علی را بر هوادارانش تضعیف کرد، در حالی که جایگاه معاویه را به عنوان همتای علی بالا برد. در حالی که علی درگیر مبارزه با هواداران سابق خود بود که به خوارج معروف شدند، معاویه در سال ۶۵۹ یا ۶۶۰ توسط حامیان اصلی خود، یعنی قبایل عرب شامی، به عنوان خلیفه به رسمیت شناخته شد.
هنگامی که علی در سال ۶۶۱ توسط یک نفر از خوارج به نام عبدالرحمان بن ملجم مرادی ترور شد، معاویه به کوفه لشکر کشید، جایی که پسر علی، حسن، را مجبور به واگذاری  خلافت کرد و از سوی بزرگان قبایل عرب منطقه به رسمیت شناخته شد. در نتیجه، معاویه به‌طور گسترده به عنوان خلیفه به رسمیت شناخته شد، اگرچه مخالفت خوارج و برخی از وفاداران علی در سطح پایینی ادامه یافت.